# Université des arts et de la culture de Shizuoka
L'université des arts et de la culture de Shizuoka (静岡文化芸術大学, Shizuoka Bunka Geijutsu Daigaku) est une université située dans la ville de Hamamatsu, préfecture de Shizuoka au Japon. Sa mission est de favoriser l'échange d'idées entre les domaines des études culturelles et le design en regroupant les deux dans une institution relativement petite. C'est l'un des plus récentes universités du Japon, créée en décembre 1999 et inaugurant sa première promotion en avril 2000. La SUAC accueille NIME-04, 4e conférences internationales sur les nouvelles interfaces de l'expression musicale (en) en juin 2004. La conférence présente des lectures publique avec des invités tels que Robert Moog, pionnier du synthétiseur, et Toshio Iwai, l'artiste média.
L'université comprend deux facultés, la « faculté de politique et management culturel » et la « faculté de design ». Au sein de la « faculté de politique et management culturel » existent des départements de culture internationale, de politique et management culturel régional et de management de l'art. Au sein de la faculté de design, il y a des départements de design industriel, d'art et de science, et d'espace et architecture.
L'architecture du campus est quelque peu unique, caractérisée par de grands toits ondulés, dont l'un est surmonté d'un jardin de toiture.

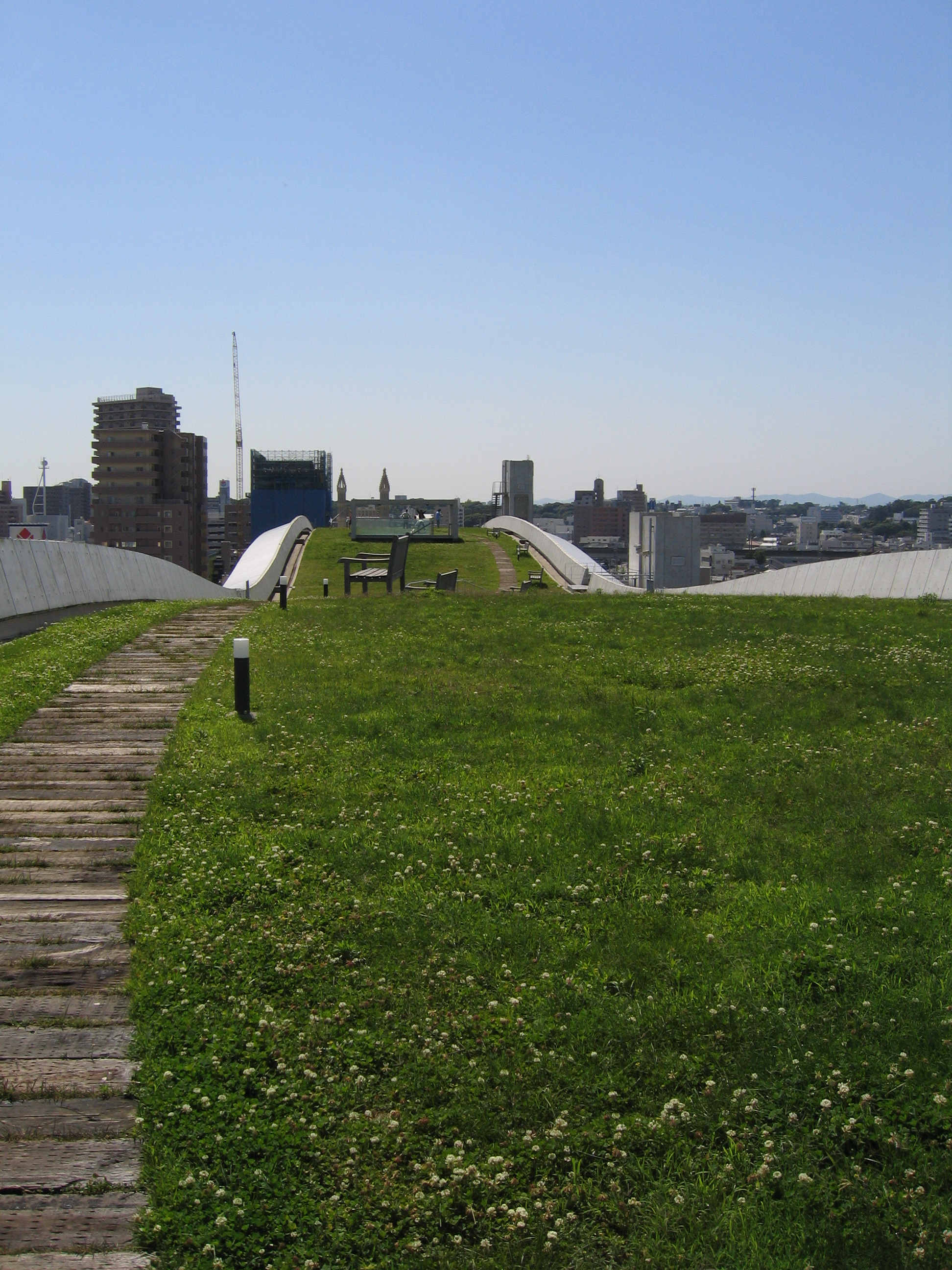
Jardin de toiture

L'université entretient des relations avec l'université Hoseo (en) en Corée du Sud, l'université des sciences de l'ingénierie de Shanghai (en) en Chine, l'université du pays de Galles et l'université de Finlay (en) aux États-Unis.

## Source
- (en) Cet article est partiellement ou en totalité issu de l’article de Wikipédia en anglais intitulé « Shizuoka University of Art and Culture » (voir la liste des auteurs).